# Eremogone talassica
Eremogone talassica là loài thực vật có hoa thuộc họ Cẩm chướng. Loài này được (Adylov) Czerep. mô tả khoa học đầu tiên năm 1981.